# Bacelarella pavida
Bacelarella pavida là một loài nhện trong họ Salticidae.
Loài này thuộc chi Bacelarella. Bacelarella pavida được Szüts & Rudy Jocqué miêu tả năm 2001.